# Ayenia palmeri
Ayenia palmeri là một loài thực vật có hoa trong họ Cẩm quỳ. Loài này được A.Gray mô tả khoa học đầu tiên năm 1886.